# Paysandu SC
Paysandu Sport Club – brazylijski klub piłkarski z siedzibą w mieście Belém, stolicy stanu Pará.

## Osiągnięcia
- Mistrz drugiej ligi brazylijskiej (Campeonato Brasileiro Série B) (2): 1991, 2001
- Puchar Mistrzów (Copa dos Campeões): 2002
- Puchar północnej Brazylii (Copa Norte): 2002
- Mistrz stanu Pará (Campeonato Paraense) (45): 1920, 1921, 1922, 1923, 1927, 1928, 1929, 1931, 1932, 1934, 1939, 1942, 1943, 1944, 1945, 1947, 1956, 1957, 1959, 1961, 1962, 1963, 1965, 1966, 1967, 1969, 1971, 1972, 1976, 1980, 1981, 1982, 1984, 1985, 1987, 1992, 1998, 2000, 2001, 2002, 2005, 2006, 2009, 2010, 2013

## Historia
Członkowie klubu Norte Club 2 lutego 1914 roku zakończyili działalność tego klubu i powołali do życia nowy klub – Paysandu Foot-Ball Club. Miało to być protestem przeciwko wspieraniu przez federację stanu Pará klubu Remo. W 1920 roku klub Paysandu zdobył pierwszy tytuł mistrza stanu Pará (Campeonato Paraense). W latach 1920–1923 klub był mistrzem stanu cztery razy z rzędu, a w latach 1927–1929 trzy razy z rzędu.
Po zdobyciu mistrzostwa stanu w roku 1939 klub zyskał sobie przydomek Esquadrão de Aço (co znaczy Stalowa Eskadra). W latach 1942–1945 klub ponownie cztery razy z rzędu został mistrzem stanu Pará.
W roku 1948 klub za sprawą dziennikarza Everanda Guilhona otrzymał przydomek Papão da Curuzu (siedziba klubu mieściła się przy ulicy Rua Curuzu). W latach 1961–1963 oraz 1965-67 klub trzy razy z rzędu zdobywał stanowe mistrzostwo.
W roku 1991 Paysandu został mistrzem drugiej ligi brazylijskiej (Campeonato Brasileiro Série B). Sukces ten udało się powtórzyć w 2001 roku.
W roku 2002 klub wygrał puchar północnej Brazylii (Copa Norte), a w następnym roku dzięki zwycięstwu w Copa dos Campeões wystąpił w Copa Libertadores 2003, gdzie w drugiej rundzie wyeliminowany został przez Boca Juniors.
W roku 2005 po słabej grze klub zajął 21 miejsce i spadł do drugiej ligi. W 2006 roku 17 miejsce w drugiej lidze spowodowało spadek do trzeciej ligi brazylijskiej (Campeonato Brasileiro Série C).